# Coupe d'Europe de hockey sur glace
 (octobre 2020).
Si vous disposez d'ouvrages ou d'articles de référence ou si vous connaissez des sites web de qualité traitant du thème abordé ici, merci de compléter l'article en donnant les références utiles à sa vérifiabilité et en les liant à la section « Notes et références ».
La Coupe d'Europe de hockey sur glace, anciennement dénommée Coupe des Champions, est une compétition annuelle de hockey sur glace entre clubs européens organisée par la Fédération internationale de hockey sur glace (IIHF) de 1966 à 1997. Elle est remplacée par la Ligue européenne de hockey.

## Palmarès

### Palmarès par édition[1]
| Numéro | Édition   | Vainqueur         | Finaliste         | Score                |
| ------ | --------- | ----------------- | ----------------- | -------------------- |
| 1      | 1965-1966 | ZKL Brno          | EV Füssen         | 4 - 0                |
| 2      | 1966-1967 | ZKL Brno          | Ilves Tampere     | 2 - 0                |
| 3      | 1967-1968 | ZKL Brno          | Dukla Jihlava     | 3 - 0 ; 3 - 3        |
| 4      | 1968-1969 | CSKA Moscou       | EC Klagenfurt AC  | 9 - 1 ; 14 - 3       |
| 5      | 1969-1970 | CSKA Moscou       | Spartak Moscou    | 2 - 3 ; 8 - 5        |
| 6      | 1970-1971 | CSKA Moscou       | Dukla Jihlava     | 7 - 0 ; 3 - 3        |
| 7      | 1971-1972 | CSKA Moscou       | Brynäs IF         | 8 - 2 ; 8 - 3        |
| 8      | 1972-1973 | CSKA Moscou       | Brynäs IF         | 6 - 2 ; 12 - 2       |
| 9      | 1973-1974 | CSKA Moscou       | Tesla Pardubice   | 2 - 3 ; 6 - 1        |
| 10     | 1974-1975 | Krylia Sovetov    | Dukla Jihlava     | 2 - 3 ; 7 - 0        |
| 11     | 1975-1976 | CSKA Moscou       | Sokol Kladno      | 6 - 0 ; 4 - 2        |
| 12     | 1976-1977 | Poldi SONP Kladno | Spartak Moscou    | 8 - 8 (2 - 1 t.a.b.) |
| 13     | 1977-1978 | CSKA Moscou       | Poldi SONP Kladno | 3 - 1                |
| 14     | 1978-1979 | CSKA Moscou       | CSKA Moscou       | Pas de finale        |
| 15     | 1979-1980 | CSKA Moscou       | CSKA Moscou       | Pas de finale        |
| 16     | 1980-1981 | CSKA Moscou       | CSKA Moscou       | Pas de finale        |
| 17     | 1981-1982 | CSKA Moscou       | CSKA Moscou       | Pas de finale        |
| 18     | 1982-1983 | CSKA Moscou       | CSKA Moscou       | Pas de finale        |
| 19     | 1983-1984 | CSKA Moscou       | CSKA Moscou       | Pas de finale        |
| 20     | 1984-1985 | CSKA Moscou       | CSKA Moscou       | Pas de finale        |
| 21     | 1985-1986 | CSKA Moscou       | CSKA Moscou       | Pas de finale        |
| 22     | 1986-1987 | CSKA Moscou       | CSKA Moscou       | Pas de finale        |
| 23     | 1987-1988 | CSKA Moscou       | CSKA Moscou       | Pas de finale        |
| 24     | 1988-1989 | CSKA Moscou       | CSKA Moscou       | Pas de finale        |
| 25     | 1989-1990 | CSKA Moscou       | CSKA Moscou       | Pas de finale        |
| 26     | 1990-1991 | Djurgårdens IF    | Dinamo Moscou     | 3 - 2                |
| 27     | 1991-1992 | Djurgårdens IF    | Düsseldorfer EG   | 7 - 2                |
| 28     | 1992-1993 | Malmö IF          | Dinamo Moscou     | 4 - 3 (a.p.)         |
| 29     | 1993-1994 | TPS Turku         | Dinamo Moscou     | 4 - 3                |
| 30     | 1994-1995 | Jokerit Helsinki  | Lada Togliatti    | 4 - 2                |
| 31     | 1995-1996 | Jokerit Helsinki  | Kölner Haie       | 3 - 3 (3 - 2 t.a.b.) |
| 32     | 1996-1997 | Lada Togliatti    | MoDo Hockeyklubb  | 4 - 3 (a.p.)         |

### Palmarès par club
| Rang | Club              | Victoires | Finales perdues |
| ---- | ----------------- | --- | --------------- |
| 1    | CSKA Moscou       | 20 (1968-1969, 1969-1970, 1970-1971, 1971-1972, 1972-1973, 1973-1974, 1975-1976, 1977-1978, 1978-1979, 1979-1980 1980-1981, 1981-1982, 1982-1983, 1983-1984, 1984-1985, 1985-1986, 1986-1987, 1987-1988, 1988-1989, 1989-1990) | 0               |
| 2    | ZKL Brno          | 3 (1965-1966, 1966-1967, 1967-1968) | 0               |
| 3    | Djurgårdens IF    | 2 (1990-1991, 1991-1992) | 0               |
| 4    | Jokerit Helsinki  | 2 (1994-1995, 1995-1996) | 0               |
| 5    | Poldi SONP Kladno | 1 (1976-1977) | 2               |
| 6    | Lada Togliatti    | 1 (1996-1997) | 1               |
| 7    | Krylia Sovetov    | 1 (1974-1975) | 0               |
|      | Malmö IF          | 1 (1992-1993) | 0               |
|      | TPS Turku         | 1 (1993-1994) | 0               |
| 10   | Dukla Jihlava     | 0 | 3               |
|      | / Dinamo Moscou   | 0 | 3               |
| 12   | Spartak Moscou    | 0 | 2               |
|      | Brynäs IF         | 0 | 2               |
| 14   | EV Füssen         | 0 | 1               |
|      | Ilves Tampere     | 0 | 1               |
|      | EC Klagenfurt AC  | 0 | 1               |
|      | Tesla Pardubice   | 0 | 1               |
|      | Düsseldorfer EG   | 0 | 1               |
|      | Kölner Haie       | 0 | 1               |
|      | MoDo Hockeyklubb  | 0 | 1               |

### Palmarès par nation
| Rang | Nation           | Finales | Finales | Finales |
| Rang | Nation           | Gagnées | Perdues | Total   |
| 1    | Union soviétique | 21      | 3       | 24      |
| 2    | Tchécoslovaquie  | 4       | 13      | 17      |
| 3    | Suède            | 3       | 4       | 7       |
| 3    | Finlande         | 3       | 4       | 7       |
| 5    | Russie           | 1       | 2       | 3       |
| 6    | Allemagne        | 0       | 4       | 4       |
| 7    | Autriche         | 0       | 1       | 3       |